# Leucopodella boabdilla
Leucopodella boabdilla är en tvåvingeart som först beskrevs av Hull 1947.  Leucopodella boabdilla ingår i släktet Leucopodella och familjen blomflugor.
Artens utbredningsområde är Paraguay. Inga underarter finns listade i Catalogue of Life.